# Lepaan Meloni
Lepaan Meloni es el nombre de una variedad cultivar de manzano (Malus domestica). 
Un híbrido de manzana, variedad de la herencia originaria de Finlandia, como plántula casual de semilla. Las frutas tienen la carne de color blanco, pulpa con textura de grano fino, bastante jugosa y sabor dulce, libre de ácido, ligeramente con sabor a melón. Tolera la zona de rusticidad delimitada por el departamento USDA, de nivel 1 a 5.

## Historia
'Lepaan Meloni' es una variedad de manzana de la herencia, que se crio como plántula casual de semilla. El árbol madre se encontró en el antiguo huerto de la casa solariega de Lepaa, en el municipio de Hattula, en la Región de Tavastia Propia, donde se cree que nació en la década de 1830.
La variedad de manzana 'Lepaan Meloni' está cultivada en el Arboretum Norr.
Su descripción está incluida en la relación de manzanas cultivadas en Suecia en el libro "Äpplen i Sverige : 240 äppelsorter i text och bild.
"-(Manzanas en Suecia: 240 variedades de manzanas en texto e imagen).

## Características
'Lepaan Meloni' es un árbol de un vigor fuerte, y una vez plantado tarda en dar sus frutos de cinco a siete años. Muy resistente. Se considera que la variedad es particularmente resistente al invierno. Tiene un tiempo de floración que comienza a partir del 2 de mayo con el 10% de floración, para el 6 de mayo tiene una floración completa (80%), y para el 16 de mayo tiene un 90% caída de pétalos.
'Lepaan Meloni' tiene una talla de fruto más pequeño que mediano; forma redondeada a redondo-aplanado, con contorno irregular; con nervaduras medias, y corona de débil a media; piel fina y desarrolla una capa cerosa que hace que la piel se vea brillante, epidermis con color de fondo es blanco amarillento, con un sobre color en el que aparecen unas lenticelas rojizas aleatorias, a veces reunidas en finas vetas, ruginoso-"russeting" (pardeamiento áspero superficial que presentan algunas variedades) muy bajo; cáliz es grande y parcialmente abierto y colocado en una cuenca estrecha y poco profunda; pedúnculo es delgado y de longitud media y se extiende más allá de la cavidad estrecha y poco profunda, con algo de ruginoso-"russeting" en las paredes; carne de color blanco, pulpa con textura de grano fino, jugosa y sabor dulce, libre de ácido, ligeramente con sabor a melón. Contenido de vitamina C notablemente alto.
La manzana madura a finales de septiembre, pudiendo consumirla en el momento, y se mantiene bien un mes más.

## Usos
Una manzana buena para comer fresca en postre de mesa.

## Ploidismo
Diploide, polen auto estéril. Para su polinización necesita variedad de manzana con polen compatible (Transparente Blanca). Buen polinizador para otras variedades.

## Susceptibilidades
Presenta cierta resistencia a la sarna del manzano y al mildiu.